# Cobitis bilseli
Cobitis bilseli là một loài cá vây tia thuộc họ Cobitidae.
Loài này chỉ có ở Thổ Nhĩ Kỳ.
Môi trường sống tự nhiên của chúng là sông ngòi và hồ nước ngọt.
Chúng hiện đang bị đe dọa vì mất môi trường sống.